# Lexie Basham
Lexie Rena Basham (ur. 2001) – amerykańska zapaśniczka walcząca w stylu wolnym. Czwarta w Pucharze Świata w 2022 roku. 
Zawodniczka Byron Nelson High School i Texas Wesleyan University z Fort Worth.